# Delia pseudobifascinata
Delia pseudobifascinata este o specie de muște din genul Delia, familia Anthomyiidae, descrisă de Griffiths în anul 1992.
Este endemică în Colorado. Conform Catalogue of Life specia Delia pseudobifascinata nu are subspecii cunoscute.